# Буршейд
Буршейд (люкс. Buurschent, фр. Bourscheid) — коммуна в Люксембурге, располагается в округе Дикирх. Коммуна Буршейд является частью кантона Дикирх. В коммуне находится одноимённый населённый пункт.
Население составляет 1701 человек (на 2008 год), в коммуне располагаются 520 домашних хозяйств. Занимает площадь 36,86 км² (по занимаемой площади 11 место из 116 коммун). Наивысшая точка коммуны над уровнем моря составляет 513 м. (21 место из 116 коммун), наименьшая 207 м. (30 место из 116 коммун).

## Достопримечательности

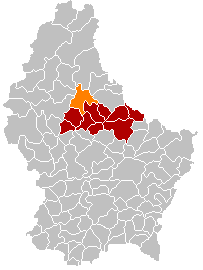
Оранжевый цвет — коммуна Буршейд, красный — кантон Дикирх.

- Замок Буршайд